# William Lamb (officier)
William Lamb (7 september 1835 –  23 maart 1909) was een Amerikaanse redacteur, zakenman, politicus en militair. Tijdens de Amerikaanse Burgeroorlog diende hij als kolonel in het Confederate States Army. Hij was bevelhebber van Fort Fisher in de monding van Cape Fear River.

## Vroege jaren
Lamb werd geboren op 7 september 1835 in Norfolk, Virginia. Hij was de zoon van William Wilson en Margaret Kerr Lamb. Hij volgde les aan de Rappahannock Military Academy en behaalde daarna een diploma in de rechten aan de College of William & Mary in Williamsburg.
In 1855 keerde hij terug naar zijn familie in Kenmure in Norfolk. Hij werd mede-eigenaar en co-redacteur van de Southern Argus, een plaatselijke krant. Lamb was actief in de lokale politiek en werd voor de presidentsverkiezingen van 1860 aangewezen als kiesman voor de Democraten John C. Breckinridge en Joseph Lane. Hij was in 1858 lid van de staatsmilitietroepen en voerde het bevel over de Woodis Rifles, genoemd naar Hunter Woodis, de burgemeester van Norfolk. Zijn eenheid werd ingezet tijdens de raid van John Brown op Harpers Ferry.

## Amerikaanse Bugeroorlog

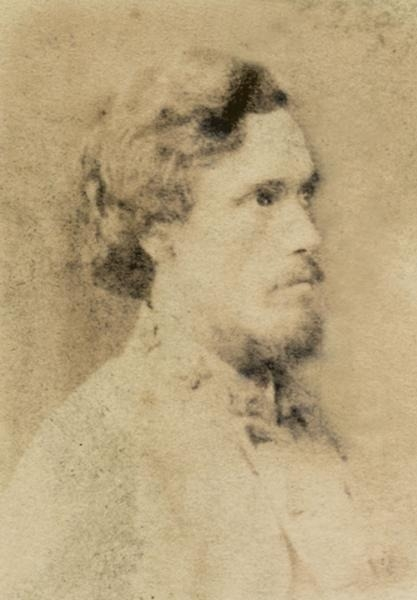
Kolonel William Lamb

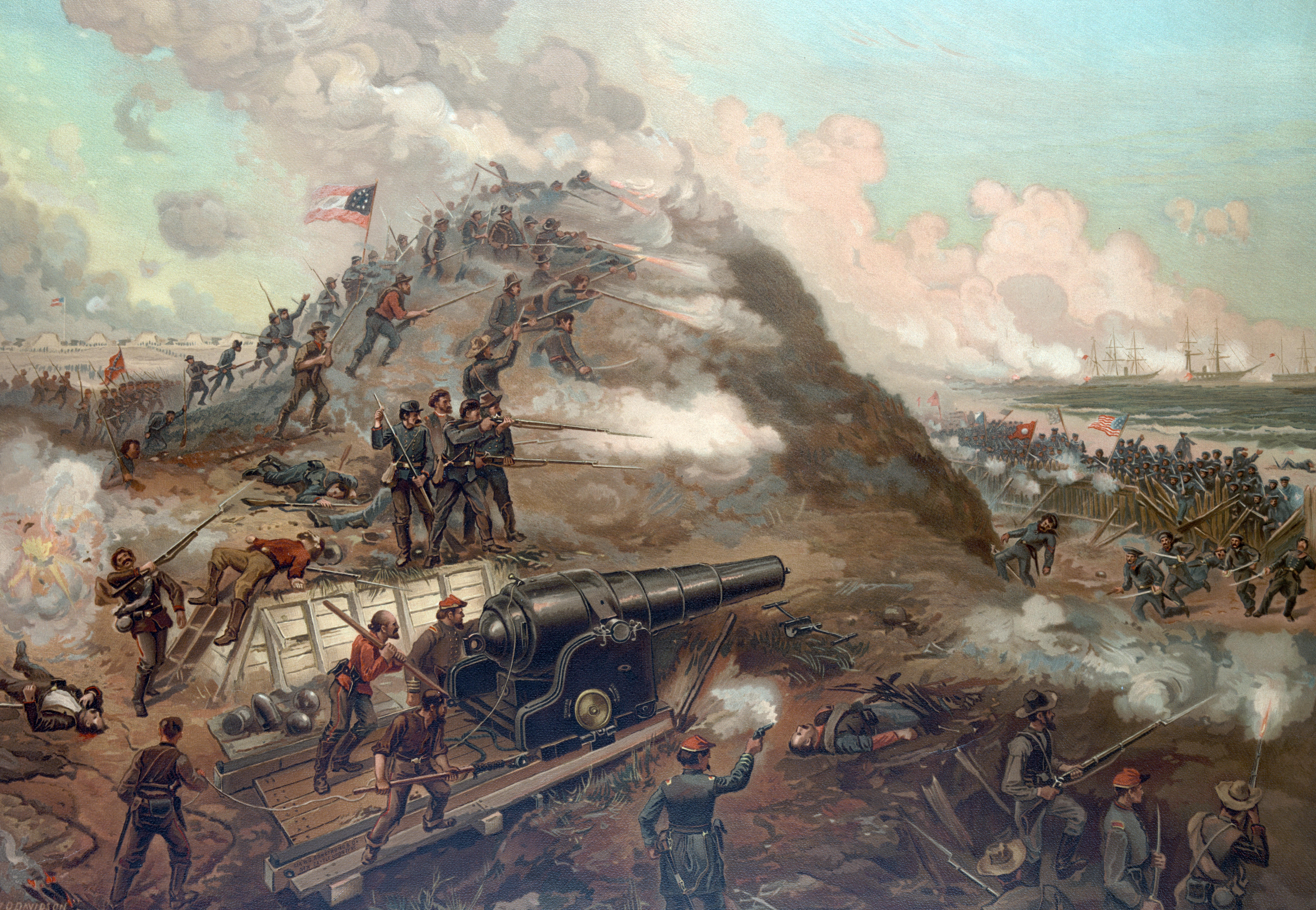
Beleg van Fort Fisher door Julian O. Davidson.

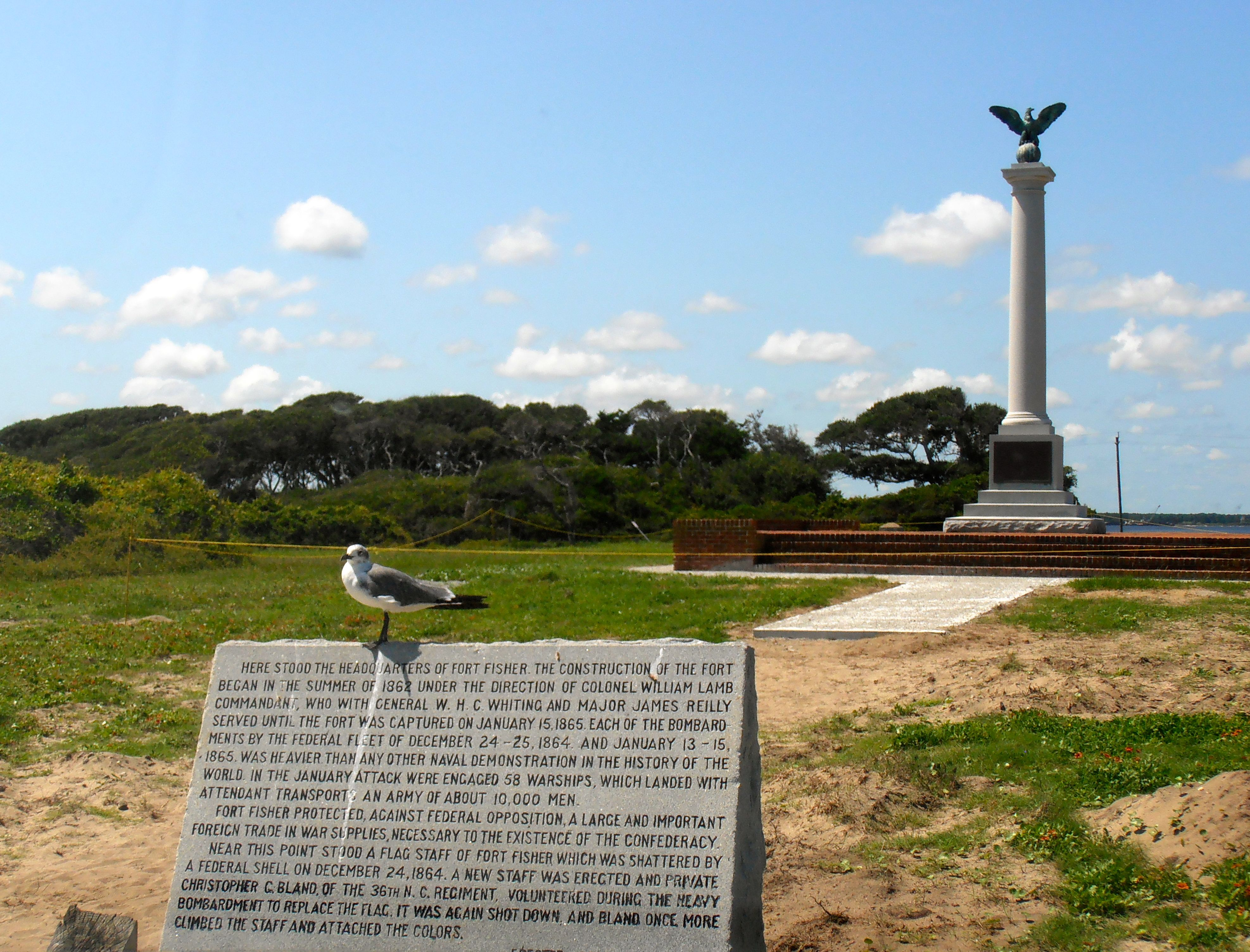
Een momunent op de plaats waar het hoofdkwartier van kolonel Lamb stond in Fort Fisher

Op 24 september 1861 werd Lamb benoemd tot majoor en kreeg een aanstelling als kwartiermeester in de staf van brigadegeneraal Joseph R. Anderson. Hij hielp mee aan de bouw van Fort St. Philip die 22 km ten zuiden van Wilmington, North Carolina ligt. (Op 1 juli  kreeg dit fort een nieuwe naam, nl. Fort Anderson). In 1862 werd Lamb gekozen als kolonel an het 36th North Carolina Regiment. 
Hij werd op 4 juli 1862 aangesteld als bevelhebber van Fort Fisher die Cape Fear River en dus ook Wilmington beschermde. Bij aankomst was hij verrast over de slechte staat waarin het fort verkeerde. Het was deels gebouwd uit zandzakken en was bewapend met een zestal Columbiads. Volgens hem kon een vijandelijk fregat het in één salvo vernietigen.
Hoewel Lamb geen formele training tot ingenieur had gekregen, was hij sterk geïnteresseerd in fortificatiebouw. Hij bestuurde de rol van forten tijdens de Krimoorlog en voornamelijk de constructie van het Russische fort Malachov bij Sebastopol. Hij spendeerde meer dan 2,5 jaar om Fort Fisher uit te bouwen tot het Gibraltar van het Zuiden.
Hij verdedigde met succes het fort tegen de eerste grote Noordelijke aanval door generaal-majoor Benjamin Butler en admiraal David Dixon Porter tussen 24 en 26 december 1864. Twee weken later werd  Fort Fisher een tweede keer aangevallen. De Noordelijken hadden 8.000 soldaten en schepen met 600 kanonnen tegen 2.000 Zuidelijke verdedigers. Ondanks hevig verzet van de Zuidelijken werd het fort na twee dagen ingenomen waarbij er 500 slachtoffers vielen aan Zuidelijke zijde en het drievoud aan de Noordelijke zijde. 
Lamb raakte zwaar gewond tijdens de slag en werd na de inname van het fort gevangen genomen. Hij werd overgebracht naar het Chesapeake Hospital in Fort Monroe, Virginia. In het ziekenhuis ontmoette hij kolonel Newton Martin Curtis die tijdens dezelfde slag eveneens zware verwondingen had opgelopen en een oog had verloren. Ze raakten bevriend en zouden na de oorlog samenwerken om de spanningen tussen het Noorden en het Zuiden te verminderen.

## Latere jaren
Na de oorlog herstelde Lamb vrijwel volledig van zijn verwondingen. Net zoals zijn vader en grootvader voor hem was hij tussen 1880 en 1886 burgemeester van Norfolk. Na een jarenlange lidmaatschap van de Democratische partij stapte hij in 1882 over naar de Republikeinse partij. Tussen 1895 en 1897 was hij voorzitter van de partij in Virginia. In 1900 werd hij benoemd tot ridder in de Orde van Vasa als dank voor zijn diensten als Amerikaans consul in Zweden en Noorwegen. Lamb overleed op 23 maart 1909 in Norfolk. Hij werd begraven op Elmwood Cemetery, Virginia. Zijn persoonlijke documenten worden bewaard in de Earl Gregg Swem Library in het College of William & Mary.
Zijn geboortehuis werd in 1988 op de lijst van de National Register of Historic Places geplaatst.